# Les Associées
Ne doit pas être confondu avec Les Associés.
Les Associées (The Huntress) est une série télévisée américaine en 28 épisodes de 45 minutes, créée par Pamela Norris et diffusée entre le 26 juillet 2000 et le 9 septembre 2001 sur USA Network.
En France, la série a été diffusée à partir du 12 juillet 2001 sur TF6 puis rediffusée sur Téva, 13ème rue et TF1.

## Synopsis
Après le décès de son chasseur de primes de mari, Dottie Thorson décide de reprendre le flambeau, aidée de sa fille.

## Distribution

### Personnages principaux
- Annette O'Toole (VF : Martine Meirhaeghe) : Dottie Thorson
- Jordana Spiro (VF : Laura Blanc) : Brandi Thorson
- Luis Antonio Ramos (VF : Greg Germain) : Ricky Guzman
- James Remar (VF : Patrice Baudrier) : Tiny Bellows

### Personnages secondaires
- Alanna Ubach (VF : Brigitte Aubry) : Robin Ripley
- Justine Miceli (VF : Ivana Coppola) : Anita Temple
- John Pyper-Ferguson (VF : Mathieu Buscatto) : Jake Bluementhal
- Michael Muhney (VF : Eric Aubrahn) : Mark Farrell
- Arthur Rosenberg (VF : Pascal Germain) : Jack Forbes
- Jorge Luis Abreu (VF : Laurent Morteau) : Ahmed
- Denny Kirkwood (VF : Laurent Pasquier) : Jason Quinlin
- Jack McGee (VF : Jacques Bouanich) : Wes Lonigan
- Reed Diamond (VF : Martial Le Minoux) : Mike Kaputo

## Épisodes
1. Les Associées (Pilot) (90 minutes)
2. Premières armes (What Ralph Left Behind)
3. Preuves en image (The Kid)
4. Présumé coupable (Springing Tiny)
5. Apprentissage (Scattered)
6. Le Match de l'année (Surprise Party)
7. Le Charme des mauvais garçons (Bad Boys & Why We Love Them)
8. La Maison de tous les mystères (Kidnapped)
9. Partenaires (Partners)
10. Le Plus Beau Jour de ma mort (Black Widow)
11. Au royaume des jeux (1/2) (The Two Mr. Thorsons)
12. Au royaume des jeux (2/2) (The Two Mr. Thorsons)
13. Le Type le plus intelligent du monde (Smartest Guy in the World)
14. On choisit pas sa famille (Run Ricky Run)
15. Conflit de générations (Generations)
16. Le Masque (Who Are You ?)
17. Thérapie familiale (Family Therapy)
18. On ne bouge plus (Busted)
19. L'habit ne fait pas le moine (Undercover)
20. Vive la randonnée (Ah, Wilderness)
21. Le Fantôme de la jetée (Spooked)
22. Jet set (Diva)
23. Le Fin mot de l'histoire (Showdown)
24. Que le spectacle continue (Now You See Him)
25. Les chiens ne font pas des chats (Basic Maternal Instinct)
26. Que la force soit avec toi (With Great Power)
27. L'Inaccessible Étoile (The Quest) (1/2)
28. L'Inaccessible Étoile (The Quest) (2/2)
29. Thorson mère et fille (D & B, Inc.)